# Quetzalcoatlit
Quetzalcoatlit ist ein sehr selten vorkommendes Mineral aus der Mineralklasse der „Oxide und Hydroxide“. Es kristallisiert im trigonalen Kristallsystem mit der chemischen Zusammensetzung Cu32+Te26+Zn6[O12|(OH)6] · (Ag,Pb,□)Cl. Die in den runden Klammern angegebenen Elemente Silber und Blei können sich in der Formel jeweils gegenseitig vertreten (Substitution, Diadochie), stehen jedoch immer im selben Mengenverhältnis zu den anderen Bestandteilen des Minerals. Das Symbol □ zeigt an, dass dieser Strukturplatz nicht vollständig besetzt ist, das Kristallgitter also Leerstellen enthält.
Quetzalcoatlit entwickelt meist feinnadelige Kristalle in büscheligen Aggregaten, aber auch krustige Überzüge von capriblauer bis grüner Farbe bei hellblauer bis weißer Strichfarbe.

## Etymologie und Geschichte
Erstmals entdeckt wurde Quetzalcoatlit in der „Bambollita Mine“ (auch „Oriental Mine“) bei Moctezuma im mexikanischen Bundesstaat Sonora und beschrieben 1973 durch Sidney A. Williams, der das Mineral nach dem Schöpfer- und Himmelsgott der Tolteken, Azteken und Maya Quetzalcoatl benannte.

## Klassifikation
In der mittlerweile veralteten, aber noch gebräuchlichen 8. Auflage der Mineralsystematik nach Strunz gehörte der Quetzalcoatlit zur Mineralklasse der „Oxide und Hydroxide“ und dort zur Abteilung der „Sulfite, Selenite und Tellurite“, wo er zusammen mit Francisit, Keystoneit, Kinichilit und Zemannit die unbenannte Gruppe IV/K.10 bildete.
Die seit 2001 gültige und von der International Mineralogical Association (IMA) verwendete 9. Auflage der Strunzschen Mineralsystematik ordnet den Quetzalcoatlit ebenfalls in die Klasse der „Oxide und Hydroxide“, dort allerdings in die Abteilung der „Hydroxide (ohne V oder U)“ ein. Diese Abteilung ist zudem weiter unterteilt nach der möglichen Anwesenheit von OH oder H2O sowie der Kristallstruktur, so dass das Mineral entsprechend seiner Zusammensetzung und seinem Aufbau in der Unterabteilung der „Hydroxide mit OH, ohne H2O; Lagen kantenverknüpfter Oktaeder“ zu finden ist, wo es als einziges Mitglied die unbenannte Gruppe 4.FE.45 bildet.
Im Gegensatz zu den Strunzschen Systematiken ordnet die vorwiegend im englischen Sprachraum gebräuchliche Systematik der Minerale nach Dana den Quetzalcoatlit in die Klasse der „Sulfate, Chromate und Molybdate“ und dort in die Abteilung der „Selenite, Tellurite und Sulfite“ ein. Hier ist er als einziges Mitglied in der unbenannten Gruppe 34.06.03 innerhalb der Unterabteilung „Selenite - Tellurite - Sulfite“ zu finden.

## Bildung und Fundorte

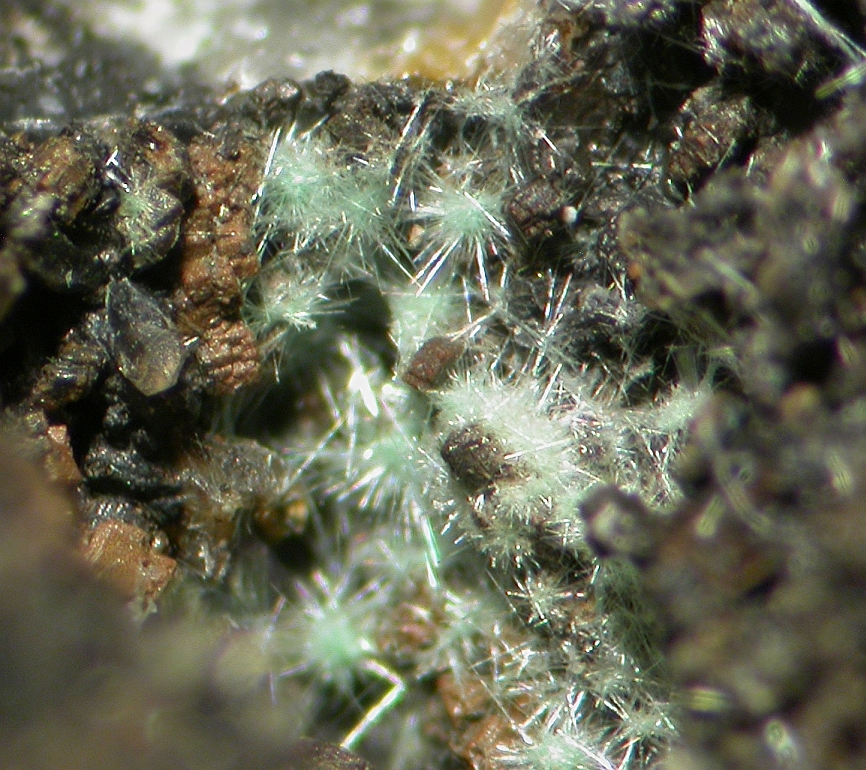
Hellblauer Quetzalcoatlitbüschel aus dem „Blue Bell Grubenfeld“, Baker (Kalifornien), USA
(Sichtfeld: 4 mm)

Quetzalcoatlit bildet sich in der Oxidationszone von tellurhaltigen Hydrothermal-Lagerstätten. Als Begleitminerale wurden unter anderem Azurit, Baryt, Bornit, Cerussit, Chlorargyrit, Dugganit, Galenit, gediegen Gold, Hessit, Khinit, Quarz und Teineit gefunden.
In Mexiko ist außer der Typlokalität „Bambollita Mine“ bei Moctezuma bisher kein weiterer Fundort bekannt, allerdings konnte das Mineral noch in verschiedenen Bundesstaaten der USA gefunden werden. In Arizona sind dies die „Empire Mine“ und die „Old Guard Mine“ (Royal Guard Mine) bei Tombstone, in Kalifornien das „Blue Bell Grubenfeld“ (Hard Luck Grubenfeld) bei Baker (Kalifornien) und in Utah die „Centennial Eureka Mine“ im Juab County und die „Trixie Mine“ im Utah County.

## Kristallstruktur
Quetzalcoatlit kristallisiert trigonal in der Raumgruppe P31m (Raumgruppen-Nr. 162) mit den Gitterparametern a = 7,93 Å und c = 9,10 Å sowie 4 Formeleinheiten pro Elementarzelle.